# Shahrestānul Kermanshah
Shahrestānul Kermanshah (în persană شهرستان کرمانشاه) este o unitate administrativă din provincia Kermanshah din Iran. Capitala shahrestānului este Kermanshah. La recensământul din 2006, populația shahrestānului era de 950.400 de locuitori, în 235.408 de familii. O majoritate din Kermanshah sunt musulmani șiți, cu minorități de musulmani sunniți și credincioși ai Yarsanismului. 
Shahrestānul Kermanshah este subdivizat în patru districte: shahrestānul central, shahrestānul Kuzaran, shahrestānul Mahidasht și shahrestānul Firuzabad. Shahrestānul are patru orașe: Kermanshah, Robat, Kuzaran și Halashi.